# Toussian (peuple)
Pour les articles homonymes, voir Toussian.

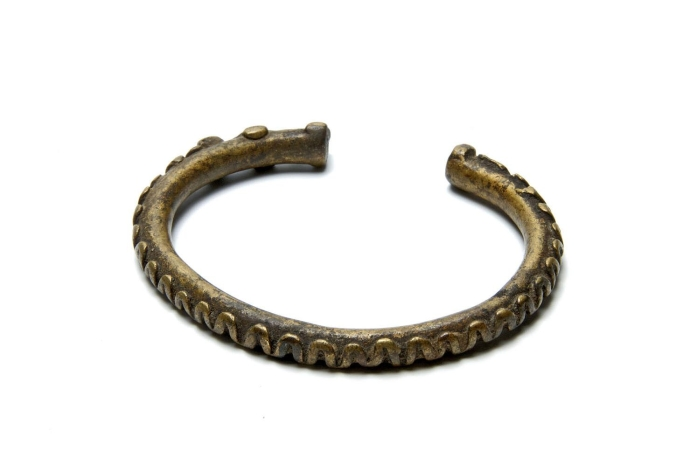
Bracelet Toussian, fait en laiton et orné d'un motif serpent

Les Toussian sont une population d'Afrique de l'Ouest vivant au sud-ouest du Burkina Faso et au Nord de la Côte d'Ivoire.
Les Toussians sont un sous groupe éthnique Senoufo, existant également en Côte d’Ivoire dans les régions du Tchologo (dans des villages du département Kong vers la frontière avec le Burkina Faso et Ferkessedougou), la Région du Hambol( villages de Foroforo, Touro)ils sont très confondus aux Tagbana dans cette partie...

## Ethnonymie
Selon les sources et le contexte, on observe de multiples formes : Tousian, Tousia, Toussians, Toussia, Tusian, Tusia, Tusias, Tusyan, Tusyans, Win.

## Langues
Leurs langues sont des langues gur, le toussian du Nord et le toussian du Sud.